# 쿤 아눈
쿤 아눈(웨일스어: Cŵn Annwn [kuːn ˈanʊn])은 웨일스 신화에 나오는, 개의 형상을 한 정령이다. 별세계 아눈에 살며, 이름 자체가 "아눈의 사냥개"라는 뜻이다. 아눈의 왕인 아라운 또는 구인 압 니드가 이들을 거느리면서 때때로 풀어 사냥을 시킨다.
마비노기 제1가지에서 아눈의 왕 아라운이 쿤 아눈들을 풀어 사냥을 하는데, 마침 더베드의 왕 푸일도 마찬가지로 개사냥을 하고 있었다. 쿤 아눈들이 먼저 사슴을 잡았는데 푸일이 그들을 쫓아내고 자기 개들에게 사슴고기를 먹이자 아라운이 나타나 보상을 요구하면서 두 왕의 인연이 시작된다.
기독교가 전래된 뒤 기독교도들은 쿤 아눈을 지옥견과 동일시했으며 고로 그 주인은 사탄이라고 여겼다. 하지만 그와 별개로 아눈이라는 별세계 자체는 켈트 신화에서의 낙원의 이미지를 유지했고 기독교의 지옥과 동일시되지 않았다.
아서 왕 전설의 쿨후흐가 아서 왕의 궁정에 왔을 때 "별세계의 개" 두 마리를 동반했는데, 이것도 쿤 아눈일 것 같다.
말트 어 노스라는 저승사자 노파가 쿤 아눈을 몰고 다닌다는 이야기도 있다. 이 맥락에서는 쿤 아눈을 "쿤 마마우(Cŵn Mamau)"라고도 한다.

## 같이 보기
- 바게스트
- 검둥개
- 셔크
- 딥 (카탈루냐 신화)